# Bonaventura Cavalieri
Bonaventura Cavalieri   (Milà, 1598 - Bolonya, 30 de novembre de 1647) fou un jesuat i matemàtic italià, seguidor de Galileu i autor del mètode dels indivisibles.

## Vida
No es coneix del cert la data del seu naixement, però pels anys que tenia en morir sembla que va ser el 1598. El seu nom, Bonaventura, el va adoptar en ingressar a l'orde dels jesuats, el 1615 a Milà. El 1616 va ser transferit al monestir jesuat de Pisa, on va conèixer Benedetto Castelli, professor de matemàtiques en la universitat d'aquesta ciutat i ajudant de Galileo Galilei. Castelli el va estimular en l'estudi de la geometria a través de les obres d'Euclides, d'Arquimedes, d'Apol·loni i de Pappos. Castelli el va presentar a Galileu, del qui sempre es va considerar deixeble i amb qui va mantenir una nodrida correspondència, de la qual es conserven 112 cartes entre ambdós personatges.

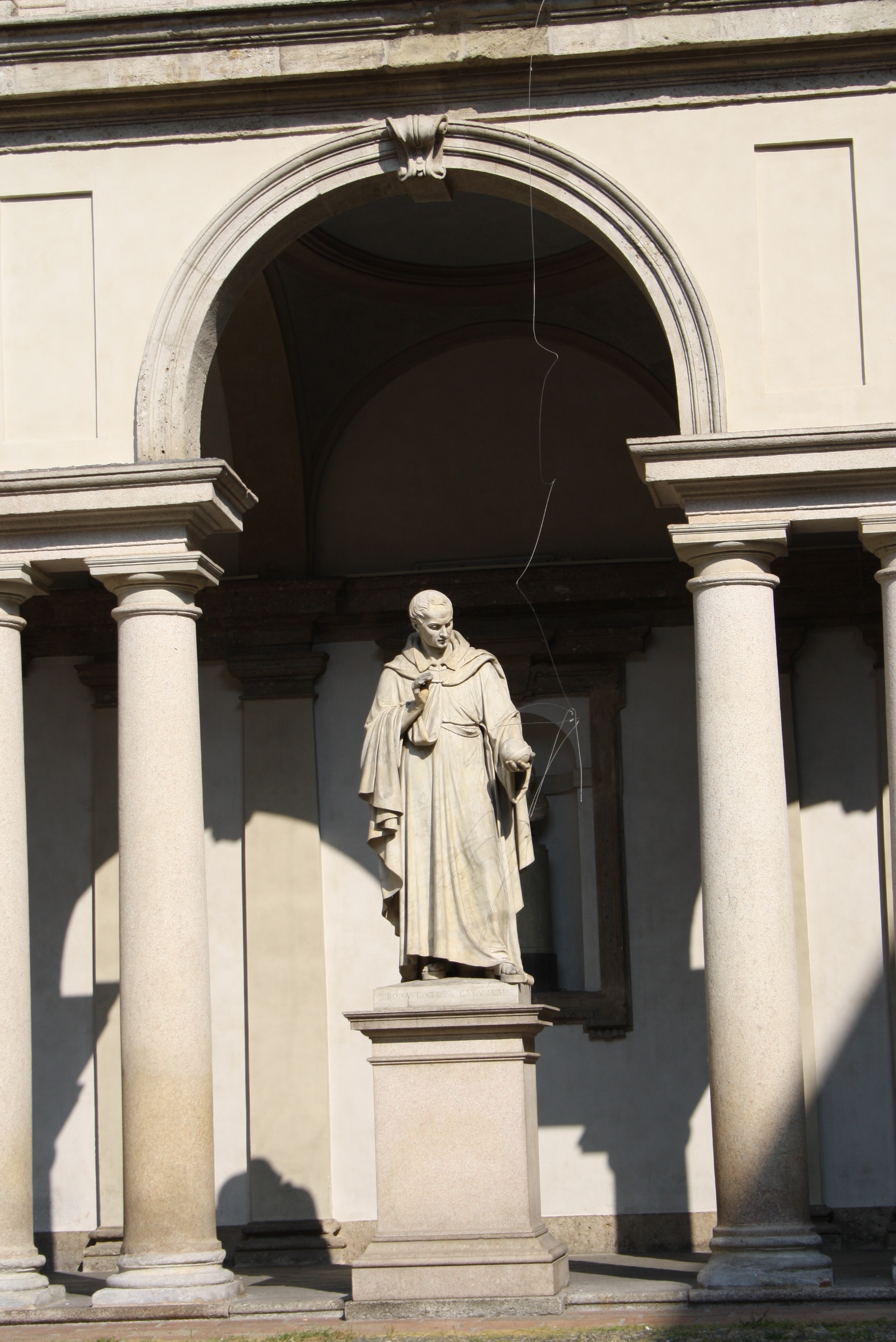
Estàtua en el seu honor al pati del Palau de Brera (Milà).

El 1621, va ser ordenat diaca del cardenal Federigo Borromeo a Milà, on també va ser professor de teologia al Monestir de San Girolamo. Segurament va ser en aquesta època on va començar a desenvolupar les seves idees sobre el mètode dels indivisibles. Entre 1623 i 1626 va ser prior del monestir de Sant Pere a Lodi, ciutat propera a Milà, i de 1626 a 1629 al monestir dels jesuats de Parma on va intentar, sense èxit, ser professor de la seva universitat.
En 1629 va ser nomenat professor de matemàtiques en la Universitat de Bolonya amb el suport de Galileu, qui va glossar la seva figura a Cesare Marsili, un membre de l'Accademia dei Lincei que havia estat comissionat per trobar un professor de matemàtiques per aquella institució. Cavalieri va mantenir aquesta posició fins a la seva mort, compatibilitzant-la amb el seu càrrec de prior del monestir dels jesuats a Bolonya, a l'església de Santa Maria della Mascarella.

## Obra
Totes les seves obres es van publicar mentre era professor a Bolonya, encara que algunes estaven acabades anteriorment:
- Directorium generate uranometricum (Bologna, 1632)
- Lo Specchio Vstorio Overo Trattato Delle Settioni Coniche (Bologna, 1632)

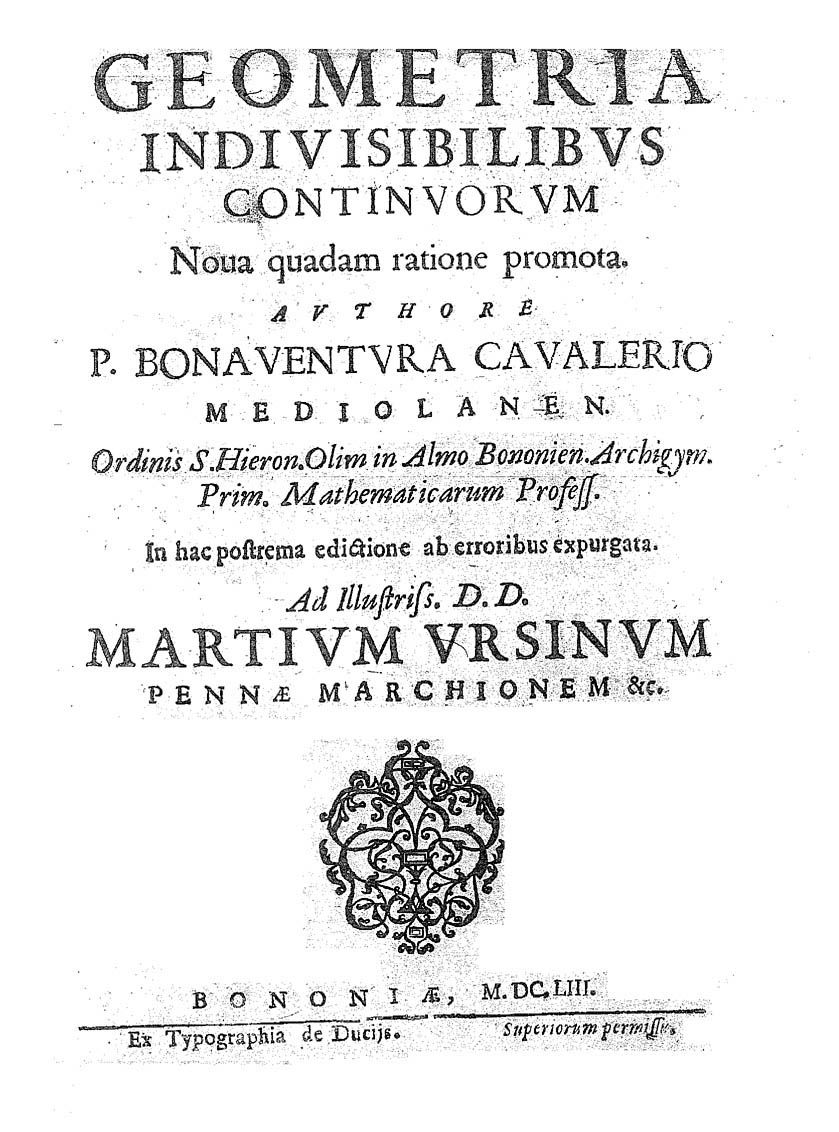
Portada de l'edició de 1653 del Geometria indivisibilibus.

- Geometria indivisibilibus continuorum nova quadam ratione promota (Bologna, 1635; 2a ed., 1635)
- Compendio delle regole dei triangoli con le loro dimostrationi (Bologna, 1638)
- Centuria di varii problemi (Bologna, 1639)
- Nuova pratica astrologica (Bologna, 1639), basada en la teoria heliocèntrica copernicana.
- Tavola prima logaritmica. Tavola seconda logaritmica (Bologna, n. d.) amb la qual va introduir els logaritmes a Itàlia.
- Appendice della nuova pratica astrologica (Bologna. 1640)
- Trigonometria plana, et sphaerica, linearis et logarithmica (Bologna, 1643)
- Trattato della ruota planetaria perpetua (Bologna, 1646)
- Exercitationes geometricae sex (Bologna, 1647).

### El mètode dels indivisibles

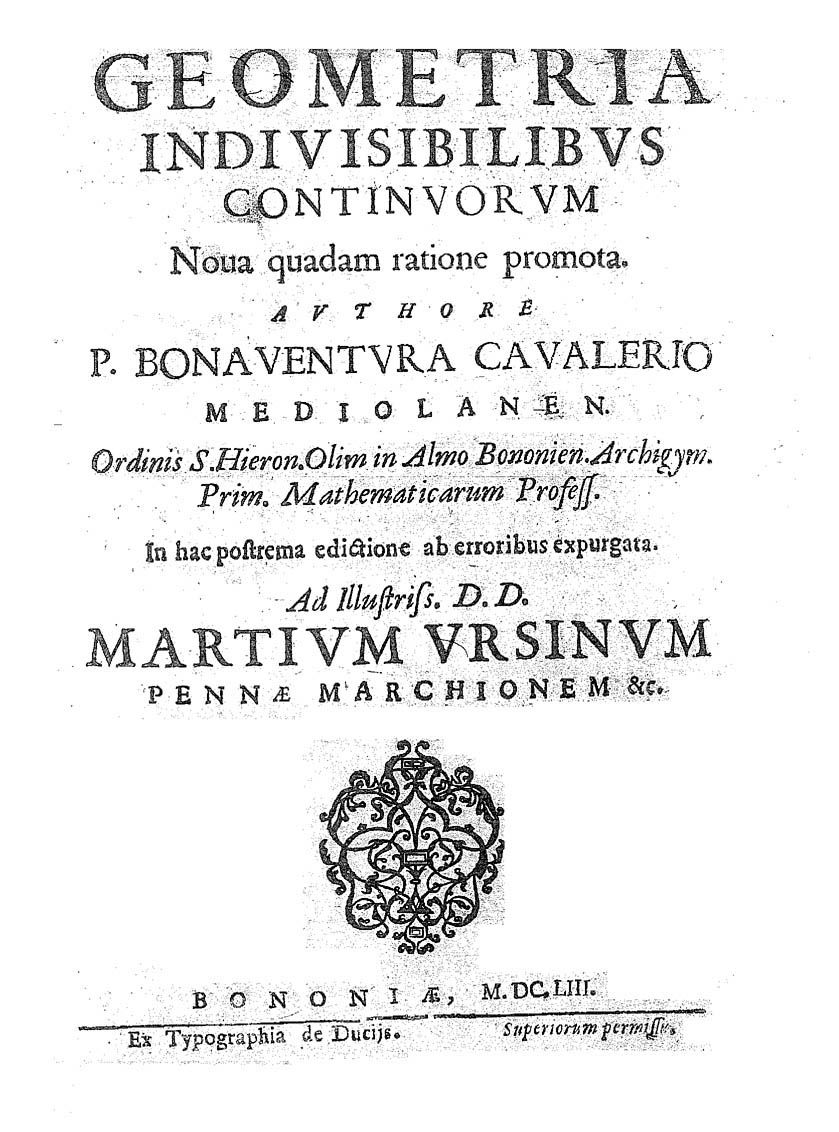
El frontispici de la Geometria indivisibilibus.

Inspirat per treballs anteriors de Galileu, Cavalieri va desenvolupar un nou enfocament geomètric anomenat mètode dels indivisibles  per al càlcul i va publicar un tractat sobre el tema, Geometria indivisibilibus continuorum nova quadam ratione promota, o Geometria, desenvolupada mitjançant un nou mètode a través dels indivisibles dels continus. Això va ser escrit el 1627, però no es va publicar fins al 1635. En aquesta obra, Cavalieri considera una entitat a la qual es fa referència en el text com a «totes les línies» o «tots els plans» d'una figura, un nombre indefinit de línies o plans paral·lels dins dels límits d'una figura que són comparables a l'àrea i el volum, respectivament, de la figura. Matemàtics posteriors, millorant el seu mètode, tractarien totes les línies i tots els plans com a equivalents o iguals a l'àrea i el volum, però Cavalieri, en un intent d'evitar la qüestió de la composició del continu, va insistir que els dos eren comparables però no iguals.
Aquests elements paral·lels s'anomenen indivisibles d'àrea i volum respectivament i proporcionen els components bàsics del mètode de Cavalieri, i també són característiques fonamentals del càlcul integral. També va utilitzar el mètode dels indivisibles per calcular el resultat que ara s'escriu {\displaystyle \int _{0}^{1}x^{2}dx=1/3}, en el procés de càlcul de l'àrea tancada en una espiral d'Arquimedes, que més tard va generalitzar a altres figures, mostrant, per exemple, que el volum d'un con és un terç del volum del seu cilindre circumscrit.
La idea bàsica de Cavalieri és que totes les línies d'una figura plana {\displaystyle P} es poden definir com {\displaystyle \phi (l)}. De la mateixa manera, tots els plans d'una figura sòlida {\displaystyle S} es poden definir com {\displaystyle \phi (p)}. Cavalieri és força curós en no confondre {\displaystyle P} amb {\displaystyle \phi (l)}, ja que això implicaria una contradicció lògica: els plans no estan compostos per línies, són continus; ni els sòlids composts per plans. Els conceptes totes les línies i tots els plans no són una mera juxtaposició de línies o plans que formen plans o sòlids respectivament.
La base dels seus càlculs és, doncs, el que avui es coneix com a Principi de Cavalieri: Si dues figues planes tenen la mateixa altitud i les seccions fetes per línies paral·leles a la base a les mateixes distàncies tenen sempre la mateixa proporció, aleshores, les figures tenen aquesta proporció.
Paul Guldin, en el tercer llibre del seu Centrobaryca, va criticar fortament aquest mètode afirmant que era molt diferent de l'utilitzat per Kepler en la seva Nova Stereometria. Per això, Cavalieri va dedicar l'exercici III del seu Exercitationes a respondre les objeccions de Guldin.
Una aplicació immediata del mètode dels indivisibles és el principi de Cavalieri, que estableix que els volums de dos objectes són iguals si les àrees de les seves seccions transversals corresponents són en tots els casos iguals. Dues seccions transversals es corresponen si són interseccions del cos amb plans equidistants d'un pla base escollit. (El mateix principi havia estat utilitzat anteriorment per Zu Gengzhi (–)) de la Xina, en el cas concret de calcular el volum de l'esfera.)
El mètode dels indivisibles tal com el va exposar Cavalieri era potent però tenia dos aspectes d'utilitat limitada. En primer lloc, tot i que les demostracions de Cavalieri eren intuïtives i més tard es va demostrar que eren correctes, no eren rigoroses; en segon lloc, la seva escriptura era densa i opaca. Mentre que molts matemàtics contemporanis van desenvolupar el mètode dels indivisibles, la Geometria indivisibilibus La recepció de la crítica va ser severa. André Tacquet i Paul Guldin van publicar respostes a la Geometria indivisibilibus. La crítica particularment profunda de Guldin suggeria que el mètode de Cavalieri derivava de l'obra de Johannes Kepler i Bartolomeo Sovero, atacava el seu mètode per la seva manca de rigor i després argumentava que no hi pot haver una relació significativa entre dos infinits i, per tant, no té sentit comparar-ne un amb l'altre.
Les Exercitationes geometricae sex o Sis exercicis geomètrics (1647) de Cavalieri van ser escrites en resposta directa a les crítiques de Guldin. Inicialment es va redactar com un diàleg a la manera de Galileu, però els corresponsals van desaconsellar el format per ser innecessàriament incendiari. Les acusacions de plagi no tenien substància, però gran part de les Exercitationes tractaven la substància matemàtica dels arguments de Guldin. Va argumentar, de manera enganyosa, que la seva obra considerava «totes les línies» com una entitat separada de l'àrea d'una figura, i després va argumentar que «totes les línies» i «tots els plans» no tractaven l'infinit absolut sinó el relatiu, i per tant es podien comparar. Aquests arguments no van ser convincents per als contemporanis. No obstant això, les Exercitationes van representar una millora significativa del mètode dels indivisibles. Aplicant transformacions a les seves variables, va generalitzar el seu resultat integral anterior, mostrant que {\displaystyle \int _{0}^{1}x^{n}dx=1/(n+1)} per n=3 a n=9, que ara es coneix com a fórmula de quadratura de Cavalieri.

### Treball en astronomia
Cap al final de la seva vida, Cavalieri va publicar dos llibres sobre astronomia. Tot i que utilitzen el llenguatge de l'astrologia, ell afirma en el text que no creia ni practicava l'astrologia. Aquests llibres eren la Nuova pratica astrologica (1639) i el Trattato della ruota planetaria perpetua (1646).

### Altres treballs
Va publicar taules de logaritmes, emfatitzant el seu ús pràctic en els camps de l'astronomia i la geografia.
Cavalieri també va construir una bomba hidràulica per a un monestir que ell mateix gestionava. El duc de Màntua en va obtenir un de similar.

## Llegat

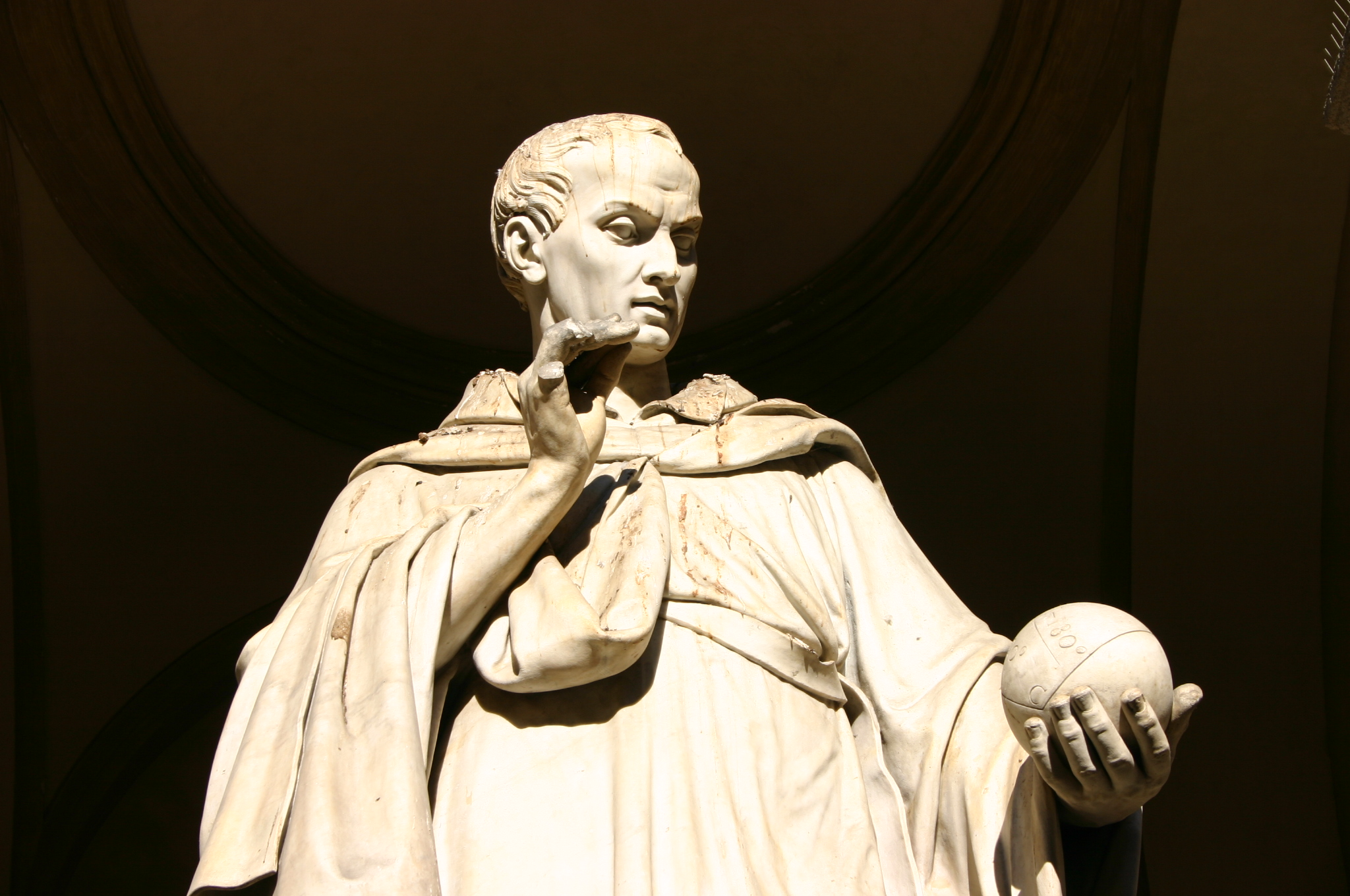
Monument a Cavalieri de Giovanni Antonio Labus, Palazzo di Brera, Milà, 1844

Segons Gilles-Gaston Granger, Cavalieri pertany al grup de Newton, Leibniz, Pascal, Wallis i MacLaurin que, als segles XVII i XVIII, "van redefinir l'objecte matemàtic".
El cràter lunar Cavalerius rep el nom de Cavalieri.